# 親日人名辞典編纂委員会
親日人名辞典編纂委員会（イルパじんめいじてんへんさんいいんかい）とは、大韓民国の民間団体・統一時代民族文化財団傘下の委員会組織。日本統治時代に親日活動を行なった者の名簿リストアップして親日人名辞典を編纂・発表している。

## 概要
統一時代民族文化財団の母体は、民族問題研究所（所長・韓相範、ハン・サンボム、한상범、東国大学校法科大学教授）であり、ウリ党左派議員が中心になった超党派団体「民族精気の会」が国会に提出した親日反民族法の草案を作成している関係がある。このウリ党と対立する野党ハンナラ党の党首は親日派と指摘された朴正煕元大統領の娘朴槿恵である。すなわち次期大統領選挙等と深く関連した政治問題と関係があると指摘されている。
具体的には「民族精気宣揚会」と「4月革命会」等は『親日派子孫の政治家は懲戒引退』を表明しているが、これらの団体の主張には当然 前述した 野党ハンナラ党の党首朴槿恵が含まれている。なお、親日人名辞典編纂委員成大慶は大統領によって親日反民族行為真相糾明委員会の委員に任命されており政府機関と密接な関係を持っている。

## 新聞報道からみる委員会の活動等
以下に新聞報道からみる委員会の活動等を示す。
1. 親日名簿の発表に問題ある（中央日報 社説 2005/08/29）